# Hästtjärnen (Nätra socken, Ångermanland)
Hästtjärnen är en sjö som till största delen är belägen i Örnsköldsviks kommun och till en mindre del i Kramfors kommun i Ångermanland. Tjärnen avrinner till Dockstaån som mynnar i Bottenhavet vid Docksta och som ingår i Nätraån-Ångermanälvens kustområde. 